# Elecciones municipales del Cuzco de 1963
Las elecciones municipales del Cusco de 1963 se llevaron a cabo el 15 de diciembre de 1963 para elegir al alcalde y al Concejo Provincial del Cusco para el periodo 1964-1966. La elección se celebró simultáneamente con elecciones municipales en todo el país. Por primera vez en la historia del Perú, las autoridades locales fueron elegidas por voto universal alfabeto y directo.

## Sistema electoral
La Municipalidad Provincial del Cusco es el órgano administrativo y de gobierno de la provincia del Cusco. Está compuesta por el alcalde y el Concejo Provincial.
La votación del alcalde y el concejo se realiza en base al sufragio universal alfabeto, que comprende a todos los ciudadanos nacionales mayores de veintiún años, empadronados y residentes en la provincia del Cusco y en pleno goce de sus derechos políticos.
El Concejo Provincial del Cusco está compuesto por 14 concejales elegidos por sufragio directo para un período de tres (3) años, en forma conjunta con la elección del alcalde (quien lo preside). La votación es por lista cerrada y bloqueada. Se asigna a cada lista los escaños según el método d'Hondt.

## Partidos y candidatos
A continuación se muestra una lista de los principales partidos y alianzas electorales que participaron en las elecciones:
| Candidatura | Candidatura | Partidos y alianzas | Candidatos | Candidatos               | Ideología                                           | Ref. |
| ----------- | ----------- | --- | ---------- | ------------------------ | --------------------------------------------------- | ---- |
|             | AP–DC       | Lista - Alianza Acción Popular - Democracia Cristiana (AP–DC) – Acción Popular (AP) – Partido Demócrata Cristiano (DC)                          |            | Alfredo Díaz Quintanilla | Liberalismo Humanismo Democracia cristiana          |      |
|             | APRA–UNO    | Lista - Coalición Partido Aprista Peruano - Unión Nacional Odriísta (APRA–UNO) – Partido Aprista Peruano (APRA) – Unión Nacional Odriísta (UNO) |            | Leonidas Aguilar Astete  | Aprismo Conservadurismo social Populismo de derecha |      |

## Resultados

### Sumario general
|                        |                                                                        |              |              |              |            |            |
| Partidos y coaliciones | Partidos y coaliciones                                                 | Voto popular | Voto popular | Voto popular | Concejales | Concejales |
| Partidos y coaliciones | Partidos y coaliciones                                                 | Votos        | %            | +/−          | Total      | +/−        |
|                        | Alianza Acción Popular - Democracia Cristiana (AP–DC)                  | 12,062       | 69.03        | n/a          | 10         | n/a        |
|                        | Coalición Partido Aprista Peruano - Unión Nacional Odriísta (APRA–UNO) | 5,411        | 30.97        | n/a          | 4          | n/a        |
|                        |                                                                        |              |              |              |            |            |
| Total                  | Total                                                                  | 17,473       |              |              | 14         | n/a        |
|                        |                                                                        |              |              |              |            |            |
| Votos válidos          | Votos válidos                                                          | 17,473       | 85.61        | n/a          |            |            |
| Votos en blanco        | Votos en blanco                                                        | 1,340        | 6.57         | n/a          |            |            |
| Votos nulos            | Votos nulos                                                            | 1,598        | 7.83         | n/a          |            |            |
| Votos emitidos         | Votos emitidos                                                         | 20,411       | 83.71        | n/a          |            |            |
| Abstenciones           | Abstenciones                                                           | 3,972        | 16.29        | n/a          |            |            |
| Votantes registrados   | Votantes registrados                                                   | 24,383       |              |              |            |            |
|                        |                                                                        |              |              |              |            |            |
| Fuente:                |                                                                        |              |              |              |            |            |

### Concejo Provincial del Cusco
| Cargo                         | Autoridad electa              | Partido político | Partido político   |
| ----------------------------- | ----------------------------- | ---------------- | ------------------ |
| Alcalde Provincial del Cusco  | Alfredo Díaz Quintanilla      |                  | Alianza AP-DC      |
| Regidor Provincial del Cusco  | Raúl Echarri Soto             |                  | Alianza AP-DC      |
| Regidor Provincial del Cusco  | Gustavo de la Peña Laferrieri |                  | Alianza AP-DC      |
| Regidor Provincial del Cusco  | Nicolás Paredes Fernández     |                  | Alianza AP-DC      |
| Regidor Provincial del Cusco  | Enrique Reynoso Cuba          |                  | Alianza AP-DC      |
| Regidor Provincial del Cusco  | Alberto García Thibaut        |                  | Alianza AP-DC      |
| Regidor Provincial del Cusco  | Mariano Paredes Flores        |                  | Alianza AP-DC      |
| Regidor Provincial del Cusco  | Manuel Pilco Huamán           |                  | Alianza AP-DC      |
| Regidora Provincial del Cusco | Ethel Felix Marroquín         |                  | Alianza AP-DC      |
| Regidor Provincial del Cusco  | Vicente Pérez Palomino        |                  | Alianza AP-DC      |
| Regidor Provincial del Cusco  | Numa Choque Gonzales          |                  | Alianza AP-DC      |
| Regidor Provincial del Cusco  | Heraclio Velasco Fernández    |                  | Coalición APRA-UNO |
| Regidor Provincial del Cusco  | Luis Monteagudo Espejo        |                  | Coalición APRA-UNO |
| Regidor Provincial del Cusco  | Ruperto Figueroa Mendoza      |                  | Coalición APRA-UNO |
| Regidora Provincial del Cusco | Laura Frisancho de Dueñas     |                  | Coalición APRA-UNO |

## Elecciones municipales distritales

### Resultados por distrito
La siguiente tabla enumera el control de los distritos de la provincia del Cusco.
| Distrito      | Alcalde(sa) electo(a)   | Partido político | Partido político         |
| ------------- | ----------------------- | ---------------- | ------------------------ |
| Ccorca        | María Gamarra Calancha  |                  | Lista Independiente N° 5 |
| Huanchac      | Sixto Bustamante Apaza  |                  | Alianza AP-DC            |
| Poroy         | Juan Díaz López         |                  | Alianza AP-DC            |
| San Jerónimo  | Claudio Vera Ormachea   |                  | Alianza AP-DC            |
| San Sebastián | Enrique Castro Castillo |                  | Alianza AP-DC            |
| Santiago      | Carlos Ruiz Caro        |                  | Alianza AP-DC            |
| Saylla        | Faustino Terrazas Ccana |                  | Alianza AP-DC            |